# マレク・チェフ (1983年生のサッカー選手)
マレク・チェフ（Marek Čech, 1983年1月26日 - ）は、スロバキア・コシツェ県トレビショフ出身の元同国代表サッカー選手。ポジションはディフェンダーまたはミッドフィールダー（主に左サイドバック・サイドハーフ）。

## 経歴

### クラブ
母国スロバキアのFKインテル・ブラチスラヴァでプロキャリアをスタートさせ、チェコの名門ACスパルタ・プラハを経て、2005年夏にFCポルトへ加入。ポルトでは在籍した3年連続でリーグ制覇に貢献するなど、3チームいずれでも国内リーグ優勝を経験した。
2008年7月、イングランドのウェスト・ブロムウィッチへ移籍金140万ユーロで移籍。1年目こそ出場機会に恵まれなかったものの、チームが2部降格となった翌2009-10シーズンはレギュラーとして、チームのプレミア復帰に貢献した。2011年5月、ウェスト・ブロムウィッチとの契約を1年延長したが、同年8月にはトルコのトラブゾンスポルへ移籍。
2013年8月、セリエAのボローニャFCへ移籍。2年目のオプション付きの1年契約を結んだ。
2015年1月より半年間はボアヴィスタFCに所属。2016年3月3日にセリエBのカルチョ・コモに加入しシーズン終了までプレーした。

### 代表
スロバキア代表として、2010年の南アフリカワールドカップに出場。グループリーグ初戦こそ先発したが、2戦目以降の出場はなかった。

## 所属クラブ
- FKインテル・ブラチスラヴァ2000-2004
- ACスパルタ・プラハ 2004-2005
- FCポルト 2005-2008
- ウェスト・ブロムウィッチ・アルビオンFC 2008-2011
- トラブゾンスポル 2011-2013
- ボローニャFC 2013-2014
- ボアヴィスタFC 2015
- カルチョ・コモ 2016

## 代表歴

### 出場大会
- スロバキア代表
  - 2010 FIFAワールドカップ

### 試合数
- 国際Aマッチ 52試合 5得点（2004年-2013年）[6]

| スロバキア代表 | 国際Aマッチ | 国際Aマッチ |
| 年             | 出場        | 得点        |
| -------------- | ----------- | ----------- |
| 2004           | 7           | 0           |
| 2005           | 3           | 0           |
| 2006           | 6           | 0           |
| 2007           | 7           | 3           |
| 2008           | 8           | 0           |
| 2009           | 7           | 2           |
| 2010           | 4           | 0           |
| 2011           | 6           | 0           |
| 2012           | 3           | 0           |
| 2013           | 1           | 0           |
| 通算           | 52          | 5           |

## 獲得タイトル

### クラブ
インテル・ブラチスラヴァ
- フォルトゥナ・リーガ : 2000-01
- スロヴェンスキー・ポハール : 2000-01

スパルタ・プラハ
- ガンブリヌス・リーガ : 2004-05

ポルト
- スーペル・リーガ: 2005-06, 2006-07, 2007-08
- タッサ・デ・ポルトガル : 2005-06
- スーペルタッサ : 2005-06